# Daedalus (uitgeverij)
Uitgeverij Daedalus is een Belgische stripuitgeverij, gevestigd in Genk. Opgericht in 2006, is zij gespecialiseerd in Nederlandstalige graphic novels en stripreeksen, met een focus op vertalingen van Franse reeksen en producties van Vlaamse auteurs. Met jaarlijks tussen de 80 en 120 uitgaven behoort Daedalus tot de grootste onafhankelijke stripuitgeverijen in de Benelux.

## Geschiedenis
Uitgeverij Daedalus werd opgericht op 8 augustus 2006 als besloten vennootschap (BV) in België, naar aanleiding van gesprekken in de stripwinkel Bloomie’s in Genk tussen stripliefhebbers Luk Schrijvers, Michel Croonen en anderen. De eerste publicatie, De Plaag, verscheen in december 2006. In december 2021 vierde de uitgeverij haar 15-jarig jubileum met de release van album 1.000, Oceaankind (scenario L’Hermenier, tekeningen Stedho).

## Activiteiten & Profiel
Daedalus publiceert jaarlijks ongeveer 120 stripalbums, waarmee het de grootste onafhankelijke Nederlandstalige stripuitgeverij is. De selectie bestaat uit vertalingen van kwaliteitsreeksen uit de Frans‑Belgische markt en eigen productie van Vlaamse artiesten. De uitgeverij verzorgt vertaling, zetwerk, drukwerk en distributie naar meer dan 100 winkelpunten in België en Nederland. De naam “Daedalus” is geïnspireerd op de Griekse mythologische figuur van de vindingrijke uitvinder, wat symbool staat voor creativiteit en innovatie.

## Producten en genres
Het fonds van Daedalus omvat onder meer genres als fantasy, historische fictie, sciencefiction, jeugdverhalen, thrillers en graphic novels  . Bekende Nederlandse en Vlaams-Nederlandstalige series zijn bijvoorbeeld Orks & Goblins, De Wijsheid van Mythen, Dwergen, Meester‑Inquisiteurs, Malefosse, Sigrid, Metronom en Imperia.